# カンティシュナ (アラスカ州)

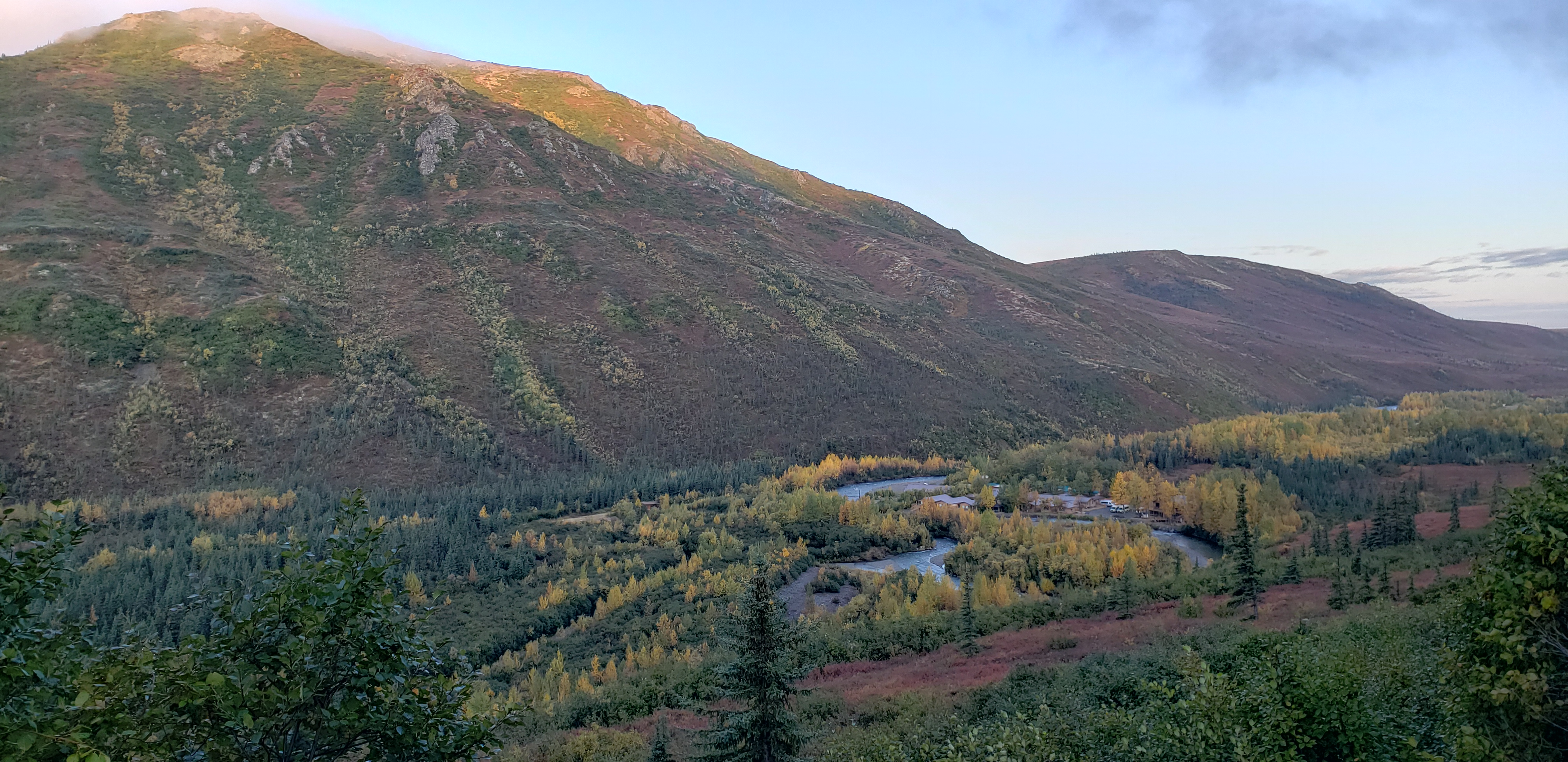
金鉱山の集落、カンティシュナ

カンティシュナ（英語: Kantishna）は、アメリカ合衆国アラスカ州デナリ郡にある法人化されていないコミュニティであり、デナリ国立公園・保護区内にある。1905年に金鉱山の採掘キャンプとして設立され、金の採掘源に最も近い場所に建設されたため、この地域の同様のコミュニティよりも長く存続した。カンティシュナ丘陵の川、ユリーカ・クリークとムース・クリークの分岐点、ワンダー湖の北西3マイル（5キロ）、カンティシュナ川の河口近くに位置する。かつては「ユリーカ」（Eureka）とも呼ばれていたが、1944年に地理的名称委員会が正式に「カンティシュナ」を支持する裁定を下し、1905年にこの地に建設された郵便局にちなんで「カンティシュナ」と呼ばれるようになった。標高は517mである。

## 交通と宿泊
カンティシュナには人里離れたロッジがいくつかある。デナリ・バックカントリー・ロッジ（Denali Backcountry Lodge）、カンティシュナ・ロードハウス（Kantishna Roadhouse）、キャンプ・デナリ／ノース・フェイス・ロッジ（Camp Denali/North Face Lodge）などがある。デナリ国立公園列車発着所からロッジまでの148.9km（92.5マイル）の道のりは、ロッジバスで2012年3月21日にWayback Machineにアーカイブされ、6時間以上かかり、自家用車でデナリ国立公園内部に入るのは禁止。
カンティシュナ・エア・タクシー・サービスがカンティシュナ空港へのチャーター便を提供している。

## 参照項目
- デナリ国立公園